# Nicolae Forcaș
Nicolae Forcaș (n. secolul al XIX-lea, Mândra, Comitatul Făgăraș, Regatul Ungariei – d. 1941, Mândra, Regatul României) a fost un deputat în Marea Adunare Națională de la Alba Iulia, organismul legislativ reprezentativ al „tuturor românilor din Transilvania, Banat și Țara Ungurească”, cel care a adoptat hotărârea privind Unirea Transilvaniei cu România, la 1 decembrie 1918 (reprezentant pentru Cercul Făgăraș).:p. 136

## Biografie
A avut șase clase primare. A fost agricultor.:p. 136

## Activitae politică
A participat la Marea Adunare Națională de la Alba Iulia din 1 decembrie 1918 ca delegat al cercului electoral Făgăraș.:p. 136